# Новосілки (Брянський район)
Новосілки (рос. Новосёлки) — село в Брянському районі Брянської області Російської Федерації.
Населення становить 1202 особи. Входить до складу муніципального утворення Новосельське сільське поселення.

## Історія
Від 2005 року входить до складу муніципального утворення Новосельське сільське поселення.

## Населення
| 2010 | 2012  | 2013  |
| ---- | ----- | ----- |
| 1332 | ↘1271 | ↘1202 |